# كأس إستونيا 1993–94
كأس إستونيا 1993–94 (بالإستونية: Eesti jalgpalli 1993/1994. aasta karikavõistlused)‏ هو الموسم 2 من كأس إستونيا. أشرف على تنظيمه اتحاد إستونيا لكرة القدم، وكان عدد الأندية المشاركة فيه 26، وفاز فيه FC Norma Tallinn ‏.